# Grande Loge régulière d'Italie
La Grande Loge régulière d'Italie (GLRI), en italien : Gran Loggia Regolare degli Antichi Liberi e Accettati Muratori d'Italia ou simplement Gran Loggia Regolare d'Italia  est une obédience maçonnique italienne fondée le 17 avril 1993 à Rome par quelques loges maçonniques qui ont suivi la démarche du grand maître du Grand Orient d'Italie Giuliano Di Bernardo (it).

## Histoire
Le grand maître Giuliano Di Bernardo a décidé de quitter le Grand Orient d'Italie pour créer la Grande Loge régulière d'Italie (GLRI) dans le but d'obtenir la « reconnaissance » de la Grande Loge unie d'Angleterre (GLUA). Ainsi la GLRI est depuis sa création, la seule obédience maçonnique italienne reconnue par la GLUA et la troisième association maçonnique en nombre de membres[réf. nécessaire]
Actuellement, toutes les loges de la Grande Loge régulière d'Italie travaillent au Rite émulation. En outre, la GLRI a formé, dès le jour de sa fondation, un Suprême Grand chapitre de l'Arche royale, hauts grades maçonniques, qui régit 23 chapitres travaillant au Rite de l'Arche royale.